# Gardzienko
Gardzienko (do 1945 r. niem. Burg See) – jezioro położone na północ od wsi Wełtyń, w zachodniej części Pojezierza Zachodniopomorskiego na Równinie Wełtyńskiej.
Jezioro Zamkowe jest jeziorem dwuzatokowym, które posiada połączenie z innymi zbiornikami - Jeziorem Wełtyńskim, jeziorem Krzywienko oraz Brudzień. Na półwyspie znajdują się pozostałości grodziska wczesnośredniowiecznego z X-XII wieku.